# لاوتراشتاین
شهر لاوتراشتاین (به آلمانی: Lauterstein) در ایالت بادن-وورتمبرگ در کشور آلمان واقع شده‌است.